# Carré de Tourpes
Le carré de Tourpes est un fromage typique du pays wallon fabriqué en Province de Hainaut.

## Description
Le carré de Tourpes est un fromage au lait de vache cru  à pâte molle lavée à la bière. Il a une forme carré et pèse 400g.

## Fabrication
C'est un fromage à 45 % de matière grasse et est affiné à la bière. On peut le conserver au frais à 6 °C pendant 30 jours.

## Dégustation
vins
Une bière ambrée (par exemple la bière moinette) ou un vin de Bourgogne blanc.